# Сосновка (Львовский район)
Сосновка (укр. Соснівка) — село в Давыдовской сельской общине Львовского района Львовской области Украины.
Население по переписи 2001 года составляло 225 человек. Занимает площадь 0,37 км². Почтовый индекс — 81144. Телефонный код — 3230.

## История
В 1946 г. Указом ПВС УССР хутор Вулька-Третья переименован в Сосновку.